# Hakob Ghasabian
Hakob, de son vrai nom Hakob Ghasabian, né le 24 juin 2003 à Lille, est un chanteur, violoniste, pianiste et comédien.
Il s'est fait notamment connaitre en gagnant en 2015 la catégorie chant de Prodiges diffusée sur France 2 et en ayant été jusqu'à l'étape des "K.O" de The Voice en 2020.
À la suite de la crise sanitaire qui toucha la France cette même année, il fit pendant toute la durée du confinement des « concerts au balcon » diffusés sur les réseaux sociaux, rassemblant alors des centaines de milliers de personnes.
En 2021, il est sélectionné pour jouer le rôle de Nicolas dans la comédie musicale Je vais t'aimer en tournée dans tous les zéniths de France.
En 2023, Il devient la doublure du rôle de Roméo Montaigu tenu par Damien Sargue dans la comédie musicale Roméo et Juliette, les enfants de Vérone pour une tournée de 90 dates dans toute la Chine .

## Biographie
(juin 2025).

### Enfance et débuts musicaux
Hakob est le benjamin d'une famille de 3 trois enfants de parents arméniens.
Sa grand-mère paternelle est née à Marseille, après que sa famille se soit réfugiée en France au cours du génocide arménien. Quelques années plus tard, sa grand-mère retournera en Arménie où les parents d'Hakob se rencontreront.
Revenu en France, ses parents emménagent à Lille où Hakob voit le jour le 24 juin 2003.
En 2009, lorsqu'il a 6 ans, il perd son père à la suite d'un accident de la route. Il deviendra aussitôt très mature pour son âge et sera de plus en plus introverti. C'est lors d'une intervention d'une artiste lyrique dans sa classe de CP qu'il découvre la musique classique, c'est à ce moment que son amour pour la musique est né.
C'est très tôt dans son enfance qu'il ne s'intéresse plus à jouer avec les enfants de son âge et se passionne pour la musique, écoutant en boucle des artistes comme Yanni, Michael Jackson ou encore Josh Groban.
Il découvre à l'âge de 7 ans le violon grâce à son oncle violoniste au Bolchoï qui lui donnera envie d'apprendre à jouer de cet instrument. Il demandera alors à sa maman de l'inscrire à l'école de musique de Oignies où il étudiera pendant 2 années. Après avoir réemménagé à Lille, il est pris au Conservatoire à rayonnement régional de Lille dans la classe de violon de Yolande Leroy (diplômée dans la classe de Tibor Varga), qui restera sa professeure jusqu'à aujourd'hui. Ainsi, il suivra aussi des cours de solfège, d'orchestre, d'écoute musicale, de musique de chambre, etc.
C'est en chantonnant dans les couloirs du conservatoire que sa professeure de solfège remarquera sa voix et lui proposera de faire une audition pour la classe de chant choral d'Anne-Françoise Fritsch qui recherchait à ce moment précis quelqu'un pour interpréter le rôle principal de l'opéra pour enfants Brundibár de Hans Krása à l'occasion du Lille pianos festival accompagné par l'Orchestre national de Lille. À 11 ans seulement, il y sera pris pour interpréter le rôle de Pepíček, lors d'une unique représentation le 14 juin 2014 au Nouveau Siècle de Lille, devenant alors sa première scène.
Il rencontre cette même année Françoise Semellaz qui deviendra sa professeure de chant lyrique et qui travaillera avec lui bien que son âge ne lui permettant pas de prétendre à la classe de chant du conservatoire.

### Prodiges et les premiers pas
En 2015, alors qu'il vient d'avoir 12 ans, il s'inscrit seul au casting du concours télévisé de musique classique Prodiges saison 2 diffusé sur France 2. La vidéo qu'il envoie à la production sera une reprise humoristique de Padam, padam... d'Édith Piaf. Contre toute attente, il sera sélectionné pour passer les prochaines étapes des castings à Paris. Finalement, il sera pris pour concourir parmi les 3 chanteurs de la catégorie chant, lors de l'émission diffusée le 26 décembre 2015 et enregistrée au Zénith d'Albi où il sera accompagné par l'Orchestre national du Capitole de Toulouse sous la direction de Tugan Sokhiev devant un jury composé de 3 professionnels de la musique classique : Élizabeth Vidal, Gautier Capuçon et Patrick Dupond. Grâce à son interprétation du Voi che sapete des Noces de Figaro de Wolfgang Amadeus Mozart, il sera désigné lauréat de la catégorie chant. Le gagnant toutes catégories confondues sera Melvin Lawovi.

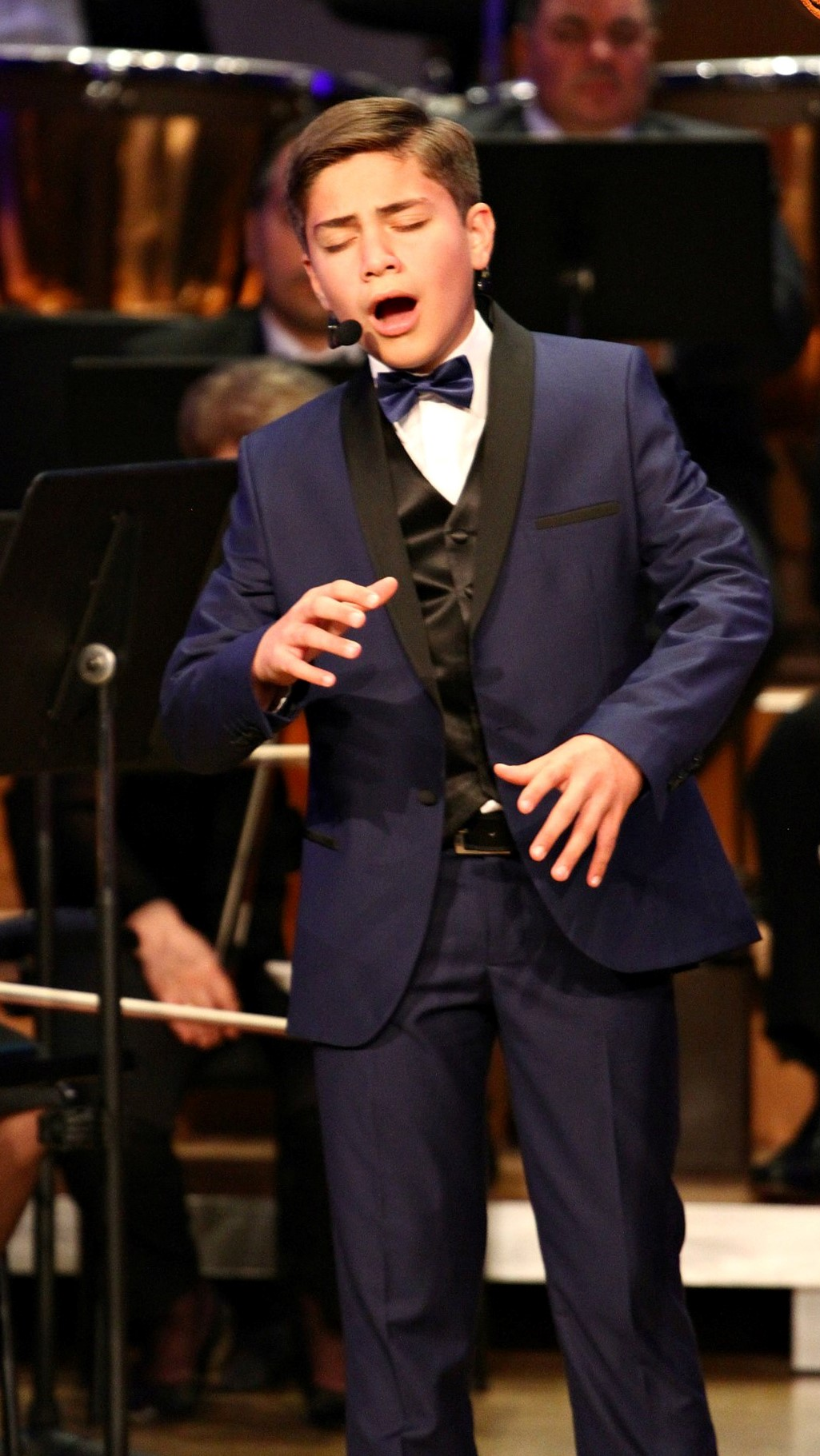
Hakob lors de son concert à Erevan en 2016

Grâce à cette victoire en chant, il signe en 2016 avec Warner Classics et enregistre son premier album Prodiges saison 2 en multi artistes avec 3 de ses camarades de Prodiges de cette même année. Il y enregistre de nombreux titres dont un duo avec la jury chant de Prodiges, Élizabeth Vidal sur le titre d'Andrew Lloyd Webber Pie Jesu.
En 2016, il fera de nombreux concerts en France et à l'étranger (Belgique, Suisse, Russie) dont deux à Erevan où il sera invité par le président arménien pour performer aux côtés de Sergey Khachatryan et Narek Hakhnazaryan avec l'Orchestre national d'Arménie sous la direction de Eduard Topjyan.
Le 25 décembre 2016, il est invité avec les autres artistes de l'album Prodiges saison 2 sur le plateau de Vivement dimanche avec Michel Drucker où celui-ci promettra à Hakob de le présenter à Charles Aznavour, pour qui il a une grande admiration, lors de son concert au Dôme de Paris - Palais des Sports en décembre 2016. La rencontre se fera quelques semaines plus tard et une autre dernière se fera lors de son dernier concert à Lille en 2018.
Dans cette même période, en fin 2016, il sera invité à la finale de Prodiges saison 3 pour interpréter l'air du Toréador de Carmen de Georges Bizet en duo avec Aviva, finaliste de la première année du concours.
En 2017, il mue et passe en quelques mois de mezzo-soprano à baryton ce qui l'empêcha de mener d'autres projets musicaux. Néanmoins, cette même année, alors que sa voix commence à se stabiliser, il se produit le 2 juin au Stade Pierre-Mauroy lors du Grand Concert de Prodiges en direct sur France 2 devant plus de 45000 spectateurs et accompagné par l'Orchestre national de Lille sous la direction d'Alexandre Bloch et plus de 10500 enfants choristes issues des collèges de toute la région Hauts-de-France.
Le 26 septembre 2017, il sort un single en duo avec l'auteur-compositeur-interprète et producteur Essaï sur un Ave Maria arménien réarrangé par Essaï lui-même, Der Voghormia.
Le 1er décembre 2017, il participe aux Enfoirés Kids, émission enregistrée au Zénith d'Aix-en-Provence avec Lennikim, Lou Jean, Lisandro Cuxi, Angelina, Patrick Fiori, Jenifer ou encore Michaël Youn en soutien aux Restos du cœur. Il enregistre également dans l'album Génération Enfoirés sorti le même jour chez Universal Music France.
Le 30 décembre 2017, il est de nouveau invité sur le plateau de Prodiges au Zénith Strasbourg Europe en tant que gagnant de la catégorie chant pour interpréter le Hallelujah de Leonard Cohen, accompagné par l'Orchestre philharmonique de Strasbourg sous la direction de Zahia Ziouani.
Le 31 aout 2018, il figure parmi les artistes de l'album Les Gens du Nord (Sony Music) où il enregistre Les Corons en duo avec le comédien et humoriste Guy Lecluyse et le titre P'tit Quinquin avec tous les artistes de l'album. Le disque se classe 4e des ventes en France dès sa sortie, avec plus de 8.000 exemplaires écoulés la première semaine. Il réunit entre autres des artistes comme Line Renaud, Dany Boon, Enrico Macias, Iris Mittenaere, Camille Lou, etc..
Fin 2018, le décès de Charles Aznavour l'affectera beaucoup. En effet, après la disparition du chanteur, il décidera de consacrer son année 2019 à rendre hommage à l'artiste disparu en faisant plus de 50 concerts à travers les plus grandes villes de France (Lille, Paris, Lyon, Strasbourg, etc.).

### The Voiceet début de carrière
En 2020, voulant sortir de sa zone de confort, il tente l'émission The Voice : La Plus Belle Voix saison 9 diffusée sur TF1. Pascal Obispo se retournera sur sa prestation et l'emmènera jusqu'à l'étape des "K.O". Il y chantera à l'étape des auditions à l'aveugle Broken Vow, Chanter à l'étape des battles en duo avec Tirso, et Vivre pour le meilleur à l'étape des K.O.
Cette même année, alors que la pandémie fait annuler tous ses projets musicaux, il décide de faire lors du confinement tous les soirs à 20h des concerts sur son balcon afin de rendre hommage au personnel soignant en première ligne et remonter le moral de ses voisins le temps de quelques chansons. Ces concerts qui seront diffusés également sur les réseaux sociaux réuniront des centaines des milliers de personnes à travers le monde sur Facebook. En plus de ces concerts au balcon, il se rend dans 40 Ehpad et centres sociaux des Hauts-de-France afin de faire de même durant tout l'été 2020 avec une enceinte et un micro.
Le mardi 12 janvier, alors que la production de la comédie musicale Je vais t'aimer autour des chansons de Michael Sardou organise un casting à Lille, il tente et interprète deux chansons de Michel Sardou : Les Lacs du Connemara et La Rivière de notre enfance. Il sera sélectionné le 1er mars pour jouer l'un des rôles principaux de la comédie musicale, celui de Nicolas.

## Engagement social
En 2016, Hakob se produit sur la scène de l'opéra d'Erevan pour un concert caritatif organisé par la fondation américaine Howard Karagheusian Fondation afin de récolter des fonds pour les enfants atteints de maladies graves ou orphelins.
En décembre 2017, il participe aux Enfoirés Kids soutenant ainsi Les Restos du cœur grâce à l'album sorti le même jour Génération Enfoirés.
En 2020, il s'engage en soutenant l'association « My Ouai ! » qui œuvre à permettre l'accès à la musique d'enfants en situation de handicaps. Cette même année, alors que la crise sanitaire ne permet à aucun artiste de monter sur scène, il effectue une tournée de 40 concerts dans des Ehpad et centres sociaux des Hauts-de-France et devient, le 29 août 2020 lors d'une inauguration en présence de Martine Aubry, parrain de l'association « TA1AMI » qui œuvre contre l'exclusion sociale des personnes âgées et des enfants défavorisés.
Le 20 septembre 2020, il participe à un concert virtuel multi artistes pour Beyrouth afin de récolter des dons après les explosions au port.
Le 5 décembre 2020, il participe à la 17e récolte annuelle de dons de la fondation « Children of Armenia Fund » (COAF) où il interprète un chant traditionnel arménien de Komitas aux côtés d'artistes internationaux comme Ara Malikian, Serj Tankian ou encore Iveta Moukoutchian. Grâce à ce concert, la COAF récoltera plus de 4,5 millions de dollars afin d'aider les enfants et adolescents qui n'ont pas accès à l'éducation.
Le 22 décembre 2020, il participe à un concert virtuel en soutien à la fondation AGBU de Sofia en Bulgarie, récoltant alors des milliers d'euros destinés à aider les familles et civils touchés par la guerre de 2020 au Haut-Karabagh.

## Discographie
- 2016 : Prodiges saison 2, album multi artistes - Warner Classics
- 2017 : Génération Enfoirés - Universal Music France
- 2018 : Les Gens du Nord - Sony Music Entertainment